# Chalhuanca
Chalhuanca é uma cidade no Peru, capital da província Aimarás, situada no departamento de Apurímac.